# Kaart van de Rivier de Lek Benedendams met desselfs dyken, uiterwaarden en kribben Volgens eigene metingen geteekend
Voor het Hoogheemraadschap van de Lekdijk Benedendams en de IJsseldam vervaardigde Gijsbert Franco von Derfelden van Hinderstein in de tijd dat hij lid was van dat college (1817-1828) en een jaar later kaarten van het Lekgedeelte tussen Vianen en Schoonhoven.

## Kaarten van 1821-1829
Het gaat om vijf kaarten waarvan er één gedrukt werd; de andere waren manuscriptkaarten.
- Kaart van de Rivier De Leck Benedendams met desselfs dijken, uytterwaarden en Kribben, etc. Opgemeeten en geteekend door – (1821);
- Topografische Kaart van de benedenste Steenoven en desselfs omstreeken geleegen in t westen van de Middelwaard onder t’ land van Vianen alwaar de jaarlijksche meting volgens t’ Reglement uit 1682 door het Dijkscollegie der Lopikerwaard gedaan word, naar de metingen des dijkopzichter Van Tuyl in 1803 en 1823 getekend door – (1823);
- Kaart van de Rivier De Lek Benedendams met desselfs dyken, uiterwaarden, en kribben Volgens eigene metingen, in loco, geteekend door – (1823);
- Kaart van de Rivier de Lek Benedendams met desselfs dyken, uiterwaarden en kribben Volgens eigene metingen geteekend door - (1824);
- Figurative Kaart van de Lekdijk Benedendams en IJsseldam ter illucidatie der nieuw aangelegde werken; [bijkaart:] Profilen of Doorsnijdingen van den dijk [anoniem, ongedateerd], [1829].

De kaarten werden vervaardigd in de tijd dat het Hoogheemraadschap enerzijds te maken had met het feit dat de rivier 's winters vaak dichtvroor, en dat vervolgens de zich opeenhopende ijsschotsen dijkbreuken veroorzaakten of dreigden te veroorzaken; anderzijds met de Waterstaat van de gecentraliseerde overheid die steeds meer invloed ging uitoefenen op de voorheen tamelijk zelfstandig opererende dijksbesturen. Binnen dat spanningsveld moet de cartografische bijdrage van Von Derfelden geplaatst worden.

## Korte karakterisering van de kaarten
Afhankelijk van de functies die deze kaarten hadden, verschilden ze in formaat (schalen van ca.1:475 tot ca.1:16 000) en inhoud. 
De kaart van 1824 werd in een oplage van 100 stuks in de lithografische techniek gedrukt. Exemplaren hiervan werden aan de koning, aan instanties en belangrijke personen gezonden om te demonstreren dat het Hoogheemraadschap een moderne, voor zijn taak uitgeruste organisatie was.
De manuscriptkaart van 1821 was voor intern gebruik bij het Hoogheemraadschap; die van 1823 was een eerdere versie van de gedrukte kaart; de kaart van 1829 was een visualisatie van de stand van de dijkverzwaring ten behoeve van de Gedeputeerde Staten van Utrecht.